# Massive Luxury Overdose
Massive Luxury Overdose är ett musikalbum av den svenska housegruppen Army of Lovers, utgivet 1991. Skivan var gruppens stora genombrott och gick in på den svenska försäljningslistans niondeplats i september 1991 och stannade på listan i totalt tolv veckor  Skivan rankades av Sonic Magazine i juni 2013 som det 42:a bästa svenska albumet någonsin. Bland hitarna från skivan kan nämnas Crucified, Obsession och Ride the Bullet.
Skivan utgavs 1992 i en nordamerikansk version med fyra nyskrivna spår. 

## Låtlista
1. We Stand United - 3:44
2. Crucified - 3:32
3. Candyman Messiah - 3:24
4. Obsession - 3:39
5. I Cross the Rubicon - 4:01
6. Supernatural (The 1991 Remix) - 3:54
7. Ride the Bullet (The 1991 Remix) - 3:42
8. Say Goodbye to Babylon - 4:26
9. Flying High - 3:39
10. Walking with a Zombie - 4:09
11. My Army of Lovers - 3:27

### Fotnoter
1. ↑  http://swedishcharts.com/showitem.asp?interpret=Army+Of+Lovers&titel=Massive+Luxury+Overdose&cat=a
2. ↑  Sonic #69, sommaren 2013